# ترتور أسفل (إب)

تعديل مصدري - تعديل

ترتور اسفل  إحدى حارات مدينة القاعدة بمحافظة إب، بلغ تعداد سكانها 2544 نسمة حسب تعداد اليمن لعام 2004.